# Проєкт Е
Проєкт E (англ. Project E) — спільний проєкт Сполучених Штатів і Сполученого Королівства під час холодної війни з надання ядерної зброї Королівським військово-повітряним силам до тих пір, поки не буде доступна достатня кількість британської ядерної зброї. Згодом його було розширено, щоб забезпечити подібні заходи для британської Рейнської армії. Морська версія проєкту E, відома як проєкт N, передбачала глибинні ядерні бомби, які використовувалися береговим командуванням Королівських ВПС.
Британський проєкт ядерної зброї «Дослідження вибухових речовин» успішно випробував ядерну зброю під час операції «Ураган»у жовтні 1952 року, але виробництво було повільним, і Британія мала на руках лише десять атомних бомб у 1955 році та чотирнадцять у 1956 році. Прем'єр-міністр Сполученого Королівства Вінстон Черчилль звернувся до президента Сполучених Штатів Дуайта Д. Ейзенхауера з проханням, щоб США постачали ядерну зброю для стратегічних бомбардувальників флоту бомбардувальників V, доки не буде достатньо британської зброї. Це стало відомим як Проєкт E. Згідно з угодою, досягнутою в 1957 році, персонал США мав нагляд за зброєю та виконував усі завдання, пов'язані з її зберіганням, обслуговуванням і готовністю. Бомби зберігалися в безпечних зонах зберігання (SSA) на тих же базах, що і бомбардувальники.
Першими бомбардувальниками, оснащеними зброєю проєкту E, були англійські Electric Canberras, які базувалися в Німеччині та Великобританії і були передані НАТО. У 1960 і 1961 роках їх замінили Vickers Valiants, коли далекобійні Avro Vulcan і Handley Page Victor взяли на себе роль доставки стратегічної ядерної зброї. З 1958 року V-бомбардувальники на трьох базах у Великобританії оснащувалися зброєю Проєкту E. Через експлуатаційні обмеження, накладені Проєктом E, і подальшу втрату незалежності половини британського ядерного стримування, вони були згорнуті в 1962 році, коли з'явилася достатня кількість британської мегатонної зброї, але продовжували використовуватися з Valiants у Великобританії та Королівськими ВПС Німеччинидо 1965 року.
Ядерні боєголовки Проєкту E використовувалися на шістдесяти балістичних ракетах середньої дальності «Тор», які експлуатувалися Королівськими ВПС з 1959 по 1963 роки в рамках Проєкту «Емілі». Британська армія придбала боєголовки проєкту E для своїх ракет Corporal у 1958 році. Згодом США запропонували заміну MGR-1 Honest John. Вони залишалися на озброєнні до 1977 року, коли Honest John була замінена ракетою Lance. Також на озброєнні були восьми дюймові, 155 мм ядерні артилерійські снаряди придбані в рамках Проєкту E. Останнє зброя Проєкту E була знята з озброєння в 1992 році.